# 上城街道
上城街道是中国广东省河源市源城区下辖的一个街道。辖区总面积4.1平方公里，下辖6个社区居委会，总人口5.46万人。
上城街道是老城区商贸中心，也是源城区政治、经济、文化中心。上城街道集中了大多源城区的文物古迹，辖区内有龟峰塔、鳄湖公园、市博物馆、革命烈士陵园等。

## 行政区划
下辖6个居委会： 下城社区、下角社区、公园社区、新兴社区、南湖社区、上城社区。